# Francis Llewellyn Griffith
Francis Llewellyn Griffith (1862–1934) fue un eminente egiptólogo británico de la última parte del siglo XIX y primera del XX.

## Biografía
F. Ll. Griffith nació en Brighton el 27 de mayo de 1862 donde su padre, Rev. Dr. John Griffith, era Director del Brighton College. Después de egresar de esa institución (1871), continuó sus estudios con su padre y luego en la Sedbergh School, Yorkshire (1875-8). Griffith  obtuvo una beca en el Queen's College para acceder a la Universidad de Oxford en 1879. Aunque todavía aparente, su entusiasmo por la Egiptología (y la ausencia de un departamento sobre la materia) lo llevó a estudiar egipcio antiguo por su cuenta. Después de la creación del puesto en esa materia, a Griffith le fue otorgado el cargo de Reader en 1901. Fue Profesor de Egiptología en la Universidad desde 1924 hasta 1932. Falleció en 1934.

De acuerdo a los términos de su testamento, en 1939 se creó el Griffith Institute en el Ashmolean Museum de Oxford.

## Publicaciones
- 1889: The inscriptions of Siut and Dêr Rîfeh. London: Trübner. (online version at the Internet Archive)
- 1898: Hieratic papyri from Kahun and Gurob (principally of the middle kingdom). London: Quaritch. (online version at the Internet Archive)
- 1900: Stories of the High Priests of Memphis: the Dethon of Herodotus and the Demotic tales of Khamuas. Oxford: Clarendon Press. (online version at the Internet Archive)
- 1904-1921: The Demotic Magical Papyrus of London and Leiden. 3 vols. Oxford: Clarendon Press. (online version: vol. 1, vol. 3 at the Internet Archive)
- 1911: Karanòg: the Meroitic inscriptions of Shablul and Karanòg. Philadelphia: University Museum. (online version at the Internet Archive)